# 外国語類音同義語一覧 (地名)
外国語類音同義語一覧 (地名) は、諸外国語版のウィキペディアを閲覧する際、あるいは外国語運用上の助けとなることを目的とするリストである。特に代表的なもの、あるいは知っておく必要性が高いものを随時追加していく。
- Alsace（英 アルサス） - Alsace（仏 アルザス） - Elsass（独 エルザス） - Alsazia（伊 アルサツィア）
- Antwerp（英 アントワープ） - Anvers（仏 アンヴェール） - Antwerpen（独 アントヴェアペン）- Anversa（伊 アンヴェルサ） - Antwerpen（オランダ語 アントウェルペン）
- Basel（英 バーゼル） - Bâle（仏 バル） - Basel（独 バーゼル） - Basilea（伊 バズィレーア）
- 北京（Beijing, 中 ベイジン→ペイチン） - 北京（日 ペキン） - Beijing（英 ベイジン） - Pékin（仏 ペカン） - Peking（独 ペキン）- Pechino（伊  ペキーノ）
- Brussels（英 ブラッセルズ→ブラッセル） - Bruxelles（仏 ブリュッセル、ブリュクセル※フランス・仏語のみ停車） - Brüssel（独 ブリュッセル）
- Cologne（英 コローン） - Cologne（仏 コローニュ） - Köln（独 ケルン） - Colonia（伊 コローニア）
- Corsica（英 コーシカ） - Corse（仏 コルス） - Corsica（伊 コルシカ）
- Florence（英 フローレンス） - Florence（仏 フローランス） - Florenz（独 フロレンツ） - Firenze（伊 フィレンツェ）
- Georgia（英 ジョージア） - Грузия（露 グルジア）※日本国政府は2015年よりジョージアと呼称。
- Lorraine（英 ロレーン） - Lorraine（仏 ロレーヌ） - Lothringen（独 ロートリンゲン） - Lorena（伊 ロレーナ）
- Munich（英 ミュニック） - München（独 ミュンヘン） - Monaco（伊 モナコ）
- Naples（英 ネイプルズ） - Naples（仏 ナプル） - Neapel（独 ネアーペル） - Napoli（伊 ナポリ）
- Rome（英 ロウム） - Rome（仏 ロム） - Rom（独 ロム） - Roma（伊 ローマ）
- Strasbourg（英 ストラスバーグ） - Strasbourg（仏 ストラスブール） - Straßburg（独 シュトゥラースブルク）- Strasburgo（伊 ストラスブルゴ）
- Venice（英 ヴェニス→ベニス） - Venise（仏 ヴニーズ） - Venezia（伊 ヴェネツィア）
- Westphalia（英 ウェストファリア） - Westphalie（仏 ウェストファリ） - Westfalen（独 ヴェストファーレン）- Westfalia, Vestfaila（伊 ウェストファーリア、ヴェストファーリア）

## 関連記事
- 外国語類音同義語一覧 (人名)